# Московский (Рязанская область)
Московский — поселок в Скопинском районе Рязанской области. Входит в Успенское сельское поселение.

## География
Находится в западной части Рязанской области на расстоянии приблизительно 5 км на северо-запад по прямой от железнодорожного вокзала в городе Скопин у станции Вослебово.

## История
Существование поселка подтверждается картографическими ресурсами только с 1941 года.

## Население
Численность населения: 39 человек в 2002 году (русские 90 %), 41 в 2010.